# La Mothe-Saint-Héray
La Mothe-Saint-Héray település Franciaországban, Deux-Sèvres megyében. Lakosainak száma 1662 fő (2022. január 1.). La Mothe-Saint-Héray Bougon, Exoudun, Sainte-Eanne, Salles, Souvigné és Prailles-La Couarde községekkel határos.

## Népesség
A település népességének változása:
| Lakosok száma | 1749 | 1702 | 1738 | 1692 | 1684 | 1674 | 1665 | 1665 | 1662 |
|               | 2013 | 2015 | 2016 | 2017 | 2018 | 2019 | 2020 | 2021 | 2022 |